# Перець FM
Стильне радіо «Перець FM» — українська FM-радіостанція, що розпочала мовлення 1 вересня 2009 року замість радіостанції «Luxx FM — Схід».

## Покриття
Мережа Перець FM налічує 34 передавачі. В зоні впевненого прийому понад 50 міст України.

## Ведучі
- Андрій Лахнов (ведучий вечірнього шоу "Дабл сайт Шоу")
- Михайло Соколовський (ведучий вечірнього шоу "Дабл сайт Шоу")
- Богдан Корабльов (ведучий ранкового шоу "Підзарядка")
- Ірена Петрушина (ведуча ранкового шоу "Підзарядка")
- Ольга Вороніна
- Олександр Шевчук (2013—2018)

## Частоти мовлення
- Київ — 105.5 FM

### Вінницька область
- Вінниця — 104.8 FM

### Дніпропетровська область
- Дніпро — 89.7 FM
- Апостолове — 101.8 FM
- Кривий Ріг — 101.4 FM

### Донецька область
- Донецьк — 100.0 FM — замінений на Столиця FM (Росія)
- Бахмут — 106.6 FM
- Гірник — 97.0 FM
- Костянтинівка — 90.1 FM
- Краматорськ — 105.7 FM
- Маріуполь — 105.8 FM — замінений на Дитяче радіо (Росія)
- Мирноград — 100.7 FM
- Покровськ — 100.7 FM
- Слов'янськ — 105.7 FM

### Житомирська область
- Коростень — 87.5 FM

### Запорізька область
- Запоріжжя — 101.3 FM
- Мелітополь — 107.2 FM — замінений на ЗаРадіо (Росія)

### Івано-Франківська область
- Снятин — 101.8 FM

### Київська область
- Березань — 87.5 FM
- Біла Церква — 103.8 FM
- Винарівка — 89.2 FM
- Димер — 88.1 FM
- Фастів — 99.6 FM

### Кіровоградська область
- Кропивницький — 106.2 FM
- Знам'янка — 100.7 FM
- Олександрія — 90.7 FM
- Світловодськ — 92.7 FM

### Луганська область
- Луганськ — 90.8 FM — замінений на Радіо 7 на сімох пагорбах (Росія)

### Львівська область
- Львів — 95.3 FM

### Миколаївська область
- Миколаїв — 104.1 FM
- Новий Буг — 104.5 FM

### Одеська область
- Ізмаїл — 104.1 FM
- Подільськ — 99.5 FM (план)

### Полтавська область
- Полтава — 101.3 FM
- Кременчук — 102.5 FM

### Рівненська область
- Дубровиця — 107.5 FM
- Сарни — 107.5 FM

### Сумська область
- Суми — 102.6 FM
- Ромни — 107.3 FM
- Шостка — 107.3 FM

### Харківська область
- Харків — 101.5 FM

### Херсонська область
- Херсон — 101.9 FM
- Нова Каховка — 101.5 FM
- Олешки — 101.9 FM

### Хмельницька область
- Чемерівці — 100.3 FM

### Черкаська область
- Черкаси — 92.1 FM
- Умань — 105.7 FM

### Чернігівська область
- Чернігів — 102.9 FM

### Автономна республіка Крим
- Керч — 100.7 FM — замінений на Радіо Maximum (Росія)
- Севастополь — 105.6 FM — замінений на Радіо Спутнік (Росія)
- Сімферополь — 104.3 FM — замінений на Радіо Казак FM (Росія)

### Сторінки в соцмережах
- Перець FM у соцмережі «Facebook»
- Перець FM  у соцмережі «Instagram»